# Oswine van Deira
Oswine (†651) was koning van het  Koninkrijk Deira van 644 tot 651. Hij was een zoon van koning Osric van Deira.
Na de dood van koning Oswald van Northumbria in 642 werd het Koninkrijk Northumbria terug opgesplitst in Deira en Bernicia. De ambitie van Oswiu van Bernica was om het koninkrijk te herenigen. Oswine weigerde de confrontatie aan te gaan en vluchtte naar een zogezegde vriend, Earl Humwald. Humwald leverde hem uit aan Oswiu, die hem executeerde. Oswine werd opgevolgd door zijn neef Æthelwald van Deira.
Het graf van Oswine bevindt zich in de stad Tynemouth. Hij werd tot heilige verklaard; zijn feestdag is 20 augustus.